# Gianni Schicchi de' Cavalcanti
e va rabbioso altrui così conciando".»
(Inf. XXX, vv. 32-33)
Gianni Schicchi de' Cavalcanti (... – prima del febbraio 1280) è stato un cavaliere medievale italiano, personaggio storico fiorentino del Duecento, citato anche da Dante Alighieri tra i personaggi dell'Inferno.

## Biografia
Era un cavaliere e non si conoscono molte notizie storiche circa la sua figura, ma a partire dalla citazione dantesca i successivi commentatori hanno ritratto una sua biografia che in larga parte ricalca il passo dell'Inferno (XXX, vv. 32-33 e 42-45). Nella bolgia dei falsari egli è condannato per la "falsificazione di persona" cioè per aver imbrogliato gli altri prendendo il posto di Buoso Donati il Vecchio.
La questione raccontata ampiamente dai chiosatori, seppur con qualche differenza ma sostanzialmente uguale, è che questo Schicchi fosse famoso per le imitazioni delle persone e che quando morì il ricchissimo vedovo e senza figli Buoso, egli, su richiesta dell'amico Simone Donati, nipote di Buoso, si intrufolò nel letto del defunto poco dopo la sua scomparsa e chiamato un notaio dettò testamento a favore di Simone, che venne puntualmente ratificato. Per sé pare che si facesse intitolare solo una giumenta (citata da Dante) che è un indice del carattere burlesco e da novella dell'accaduto.
A partire da questa storia, e con caratteri stilistici decisamente più lievi e ameni, Giacomo Puccini compose l'opera comica Gianni Schicchi, rappresentata nel 1918. Altra opera teatrale famosa è la commedia Gianni Schicchi di Gildo Passini che debuttò con successo a Milano nel 1922 al teatro Olympia, messo in scena dalla Compagnia Talli-Melato-Betrone.